# 大倉崇裕
大倉 崇裕（おおくら たかひろ、1968年 - ）は、日本の推理作家、脚本家。京都府出身。学習院大学法学部卒業。

## 経歴
洋酒系企業、警察雑誌の編集部勤務の傍ら、海渡英祐が講師を務める小説講座に通う。いくつかのミステリ系新人賞に応募した際には、最終候補まで残った。
1997年、「三人目の幽霊」で第4回創元推理短編賞佳作を受賞。同年、「エジプト人がやってきた」が、鮎川哲也編纂のアンソロジー『本格推理10』に収録される。1998年「ツール&ストール」で第20回小説推理新人賞を受賞（応募時の筆名は円谷夏樹）。2001年、『三人目の幽霊』でデビュー。

## 人物
怪獣や特撮、フィギュアなどにも造詣が深く、これらを題材にした作品（『無法地帯 幻の?を捜せ』）も発表している。また、『ウルトラマンマックス』の第7話の脚本や、『刑事コロンボ 殺しの序曲』『刑事コロンボ 死の引受人』などの翻訳（ノベライズ）も手掛けている。また、警察雑誌の編集者であったという前歴は『白戸修の事件簿』などの作品に活かされている。
ドラマ化された『福家警部補の挨拶』を見た青山剛昌の推薦によりアニメ『名探偵コナン』に参加。劇場版の脚本などを担当している。
月桂冠社長の大倉治彦はいとこにあたる。

## ミステリ・ランキング

### このミステリーがすごい!
- 2002年 - 『三人目の幽霊』20位
- 2004年 - 『七度狐』14位
- 2009年 - 『聖域』19位

### 本格ミステリ・ベスト10
- 2002年 - 『三人目の幽霊』6位
- 2004年 - 『七度狐』4位
- 2007年 - 『福家警部補の挨拶』8位
- 2010年 - 『福家警部補の再訪』15位

## 作品リスト

### 単著

#### 落語シリーズ
- 三人目の幽霊（2001年5月 創元クライム・クラブ / 2007年6月 創元推理文庫）
- 七度狐（2003年7月 創元クライム・クラブ / 2009年7月 創元推理文庫）
- やさしい死神（2005年1月 創元クライム・クラブ / 2011年3月 創元推理文庫）
  - 収録作品：やさしい死神 / 無口な噺家 / 幻の婚礼 / へそを曲げた噺家 / 紙切り騒動

#### 白戸修シリーズ
- ツール&ストール（2002年8月 双葉社）
  - 【改題】白戸修の事件簿（2005年6月 双葉文庫）
    - 収録作品：ツール&ストール / サインペインター / セフティゾーン / トラブルシューター / ショップリフター
- 白戸修の狼狽（2010年3月 双葉社 / 2013年5月 双葉文庫）
  - 収録作品：ウォールアート / ベストスタッフ / タップ / ラリー / オリキ
- 白戸修の逃亡（2013年9月 双葉社 / 2016年9月 双葉文庫）

#### 福家警部補シリーズ
- 福家警部補の挨拶（2006年6月 創元クライム・クラブ / 2008年12月 創元推理文庫）
  - 収録作品：最後の一冊 / オッカムの剃刀 / 愛情のシナリオ / 月の雫 / 倒叙ミステリへの遥かなる想い
- 福家警部補の再訪（2009年5月 創元クライム・クラブ / 2013年7月 創元推理文庫）
  - 収録作品：マックス号事件 / 失われた灯 / 相棒 / プロジェクトブルー
- 福家警部補の報告（2013年2月 創元クライム・クラブ / 2016年12月 創元推理文庫）
  - 収録作品：禁断の筋書 / 少女の沈黙 / 女神の微笑
- 福家警部補の追及（2015年4月 創元クライム・クラブ / 2020年5月 創元推理文庫）
  - 収録作品：未完の頂上（ピーク）/ 幸福（しあわせ）の代償
- 福家警部補の考察（2018年5月 創元クライム・クラブ / 2023年12月 創元推理文庫）
  - 収録作品：是枝哲の敗北 / 上品な魔女 / 安息の場所 / 東京駅発6時00分のぞみ1号博多行き

#### オチケンシリーズ
- オチケン!（2007年10月 理論社ミステリーYA! / 2011年11月 PHP文芸文庫）
  - 収録作品：幽霊寿限無 / 馬術部の醜聞 / 落語ってミステリー!?
- オチケン、ピンチ!!（2009年5月 理論社ミステリーYA! / 2012年3月 PHP文芸文庫）
  - 収録作品：三枚の始末書 / 粗忽者のアリバイ
- オチケン探偵の事件簿（2012年10月 PHP研究所 / 2015年9月 PHP文芸文庫）
  - 収録作品：幻の男 / 高田の馬場

#### 警視庁いきもの係シリーズ
- 小鳥を愛した容疑者（2010年7月 講談社 / 2012年11月 講談社文庫）
  - 収録作品：小鳥を愛した容疑者 / ヘビを愛した容疑者 / カメを愛した容疑者 / フクロウを愛した容疑者
- 蜂に魅かれた容疑者 警視庁総務部動植物管理係（2014年7月 講談社） - 連載時のタイトルは「蜂を愛した容疑者」
  - 【改題】蜂に魅かれた容疑者 警視庁いきもの係（2017年1月 講談社文庫）
- ペンギンを愛した容疑者 警視庁総務部動植物管理係（2015年11月 講談社）
  - 【改題】ペンギンを愛した容疑者 警視庁いきもの係（2017年6月 講談社文庫）
    - 収録作品：ペンギンを愛した容疑者 / ヤギを愛した容疑者 / サルを愛した容疑者 / 最も賢い鳥
- クジャクを愛した容疑者 警視庁いきもの係（2017年6月 講談社 / 2019年6月 講談社文庫）
  - 収録作品：ピラニアを愛した容疑者 / クジャクを愛した容疑者 / ハリネズミを愛した容疑者
- アロワナを愛した容疑者 警視庁いきもの係（2019年6月 講談社 / 2022年4月 講談社文庫）
  - 収録作品：タカを愛した容疑者 / アロワナを愛した容疑者 / ランを愛した容疑者
- ゾウに魅かれた容疑者 警視庁いきもの係（2021年7月 講談社）

#### 問題物件シリーズ
- 問題物件（2013年8月 光文社 / 2016年7月 光文社文庫）
  - 収録作品：居座られた部屋 / 借りると必ず死ぬ部屋 / ゴミだらけの部屋 / 騒がしい部屋 / 誰もいない部屋
- 天使の棲む部屋 問題物件（2016年3月 光文社 / 2018年7月 光文社文庫）
  - 収録作品：天使の棲む部屋 / 水の出る部屋 / 鳩の集まる部屋 / 終の部屋

#### 樹海警察
- 樹海警察（2017年10月 ハルキ文庫）
  - 収録作品：栗柄慶太の暴走 / 桃園春奈の焦躁 / 明日野裕一郎の執念
- 樹海警察(2)（2022年3月 ハルキ文庫）
  - 収録作品：柿崎努の冒険 / 柿崎努の推理 / 柿崎努の逃亡

#### 死神さん
- 死神刑事（2018年9月 幻冬舎）
  - 【改題】死神さん（2021年3月 幻冬舎文庫）
    - 収録作品：死神の目 / 死神の手 / 死神の顔 / 死神の背中
- 死神さん 嫌われる刑事（2022年7月 幻冬舎文庫）
  - 収録作品：死神対天使 / 死神対亡霊 / 死神対英雄 / 死神対死神

#### 怪獣殺人捜査
- 殲滅特区の静寂 警察庁怪獣捜査官（2022年12月 二見書房）
  - 【改題】怪獣殺人捜査 殲滅特区の静寂（2024年9月 二見文庫）
    - 収録作品：風車は止まらなかった / 殲滅特区の静寂 / 工神湖殺人事件 / 怪獣チェイサー（文庫本のみ）
- 怪獣殺人捜査 高高度の死神（2024年12月 二見書房）
  -     - 収録作品：三三〇〇〇フィートの死神 / 赤か青か / 死刑囚とモヒカン

#### ノン・シリーズ
- 無法地帯 幻の?を捜せ（2003年11月 双葉社 / 2007年1月 双葉文庫）
- 丑三つ時から夜明けまで（2005年10月 光文社 / 2013年11月 光文社文庫）
- 警官倶楽部（2007年2月 祥伝社ノン・ノベル / 2010年3月 祥伝社文庫）
- 聖域（2008年5月 東京創元社 / 2011年7月 創元推理文庫）
- 生還 山岳捜査官・釜谷亮二（2008年8月 山と渓谷社 / 2011年9月 ヤマケイ文庫）
  - 収録作品：生還 / 誤解 / 捜索 / 英雄
- 白虹（2010年12月 PHP研究所 / 2014年7月 PHP文芸文庫）
- 凍雨（2012年3月 徳間書店 / 2014年10月 徳間文庫）
- 夏雷（2012年7月 祥伝社 / 2015年7月 祥伝社文庫）
- BLOOD ARM（2015年6月 KADOKAWA / 2018年5月 角川文庫）
- GEEKSTER 秋葉原署捜査一係 九重祐子（2016年1月 KADOKAWA / 2018年2月 角川文庫）
- スーツアクター探偵の事件簿（2016年6月 河出書房新社）
- 秋霧（2017年7月 祥伝社 / 2020年7月 祥伝社文庫）
- 琴乃木山荘の不思議事件簿（2018年6月 山と渓谷社）
  - 収録作品：彷徨う幽霊と消えた登山者 / 雪の密室と不思議な遭難者 / 駐車場の不思議とアリバイ証明 / 三つの指導標とプロポーズ / 石飛匠と七年前の失踪者 / 竜頭岳と消えた看板 / 棚木絵里と琴乃木山荘
- 冬華（2021年4月 祥伝社 / 2024年2月 祥伝社文庫）
- 一日署長（2023年6月 光文社）
- 犬は知っている（2024年1月 双葉社）

#### ノベライズ
- 小説 名探偵コナン から紅の恋歌（2017年12月 小学館文庫） - 大倉が脚本を担当した同名映画を小説化
- GODZILLA 怪獣惑星（監修：虚淵玄（ニトロプラス）、2018年11月 角川文庫） - 同名アニメ映画のノベライズ
- GODZILLA 星を喰う者（監修：虚淵玄（ニトロプラス）、2018年12月 角川文庫） - 同名アニメ映画のノベライズ
- 初恋（原案・脚本：中村雅、2020年2月 徳間文庫） - 同名映画のノベライズ

### アンソロジー
「」内が大倉崇裕の作品
- 本格推理10 独創の殺人鬼たち（1997年7月 光文社文庫）「エジプト人がやってきた」
- 小説推理新人賞受賞作アンソロジー2（2000年11月 双葉文庫）「ツール&トール」
- 本格ミステリ02（2002年5月 講談社ノベルス）「やさしい死神」
  - 【分冊・改題】死神と雷鳴の暗号（2006年1月 講談社文庫）
- 名探偵を追いかけろ（2004年10月 光文社カッパ・ノベルス / 2007年5月 光文社文庫）「サインペインター」
- 川に死体のある風景（2006年5月 創元クライム・クラブ / 2010年3月 創元推理文庫）「捜索者」
- 本格ミステリ07（2007年5月 講談社ノベルス）「福家警部補の災難」
  - 【改題】法廷ジャックの心理学（2011年1月 講談社文庫）
- 言葉ふる森（2010年2月 山と渓谷社）「クライミングジム体験記」
- 近藤史恵リクエスト! ペットのアンソロジー（2013年1月 光文社 / 2014年7月 光文社文庫）「最も賢い鳥」
- 私がデビューしたころ ミステリ作家51人の始まり（2014年6月 東京創元社）※エッセイアンソロジー「先生は乱歩賞作家」
- 怪獣文藝の逆襲（2015年3月 KADOKAWA）「怪獣チェイサー」
- ザ・ベストミステリーズ 2019 推理小説年鑑（2019年6月 講談社）「東京駅発6時00分のぞみ1号博多行き」
  - 【改題】2019 ザ・ベストミステリーズ（2022年4月 講談社文庫）
- 刑事コロンボの帰還（2020年10月 二見書房）「ゴールデンルーキー」
- Story for you（2021年3月 講談社）「Stay at home with an alien」
- 医療ミステリーアンソロジー ドクターM ポイズン（2021年11月 朝日文庫）「是枝哲の敗北」
- 相剋 警察小説傑作選（2022年1月 PHP文芸文庫）「月の雫」

### 翻訳
- 刑事コロンボ 殺しの序曲（2000年4月 二見文庫） - 円谷夏樹名義
- 刑事コロンボ 死の引受人（2000年9月 二見文庫）

## 脚本

### 特撮
- ウルトラマンマックス（2005年 - 2006年）
  - 第7話「星の破壊者」（梶研吾と合作）
  - 第32話「エリー破壊指令」

### テレビアニメ
- 名探偵コナン（2016年 - ）
  - 第829話「不思議な少年」
  - 第855話「消えた黒帯の謎」
  - 第936話「フードコートの陰謀」
  - 第965話 - 第968話「名探偵コナン 大怪獣ゴメラVS仮面ヤイバー」[4]
  - 第1039話「空飛ぶハロウィンカボチャ」
  - 第1120話「失われたお宝ミステリー」
  - 第1142話 - 第1143話「乱歩邸殺人事件」
- ルパン三世 PART5（2018年）
  - 第17話「探偵ジム・バーネット三世の挨拶」
- ルパン三世 PART6（2021年）
  - シリーズ構成（第1話 - 第12話）[5]
  - 第1話「シャーロック・ホームズ登場」[6]
  - 第2話「探偵と悪党」[7]
  - 第7話「語られざる事件」[8]
  - 第11話「真実とワタリガラス」[9]
  - 第12話「英国の亡霊」[9]

### 劇場アニメ
- 名探偵コナン から紅の恋歌（2017年）[10]
- 名探偵コナン 紺青の拳（2019年）[11]
- 名探偵コナン ハロウィンの花嫁（2022年）[12]
- 名探偵コナン 100万ドルの五稜星（2024年）[13]

## 映像化作品

### テレビドラマ
- 福家警部補の挨拶〜オッカムの剃刀〜（2009年1月2日、NHK総合、主演：永作博美、原作：「オッカムの剃刀」『福家警部補の挨拶』所収）
- 白戸修の事件簿（2012年1月20日 - 3月30日、全10話、TBS系「フライデードラマNEO」枠、主演：千葉雄大、原作：『白戸修の事件簿』 / 『白戸修の狼狽』）
- 福家警部補の挨拶（2014年1月14日 - 3月25日、全11話、フジテレビ系「火曜9時」枠、主演：檀れい）
- 警視庁いきもの係（2017年7月9日 - 9月10日、全10話、フジテレビ系「日曜9時」枠、主演：渡部篤郎）
- 問題物件（2025年1月15日 - 、フジテレビ系「水曜10時」枠、主演：上川隆也、原作：『問題物件』 / 『天使の棲む部屋 問題物件』）[14]

### Webドラマ
- 死神さん（2021年9月17日 - 10月22日、全6話、Hulu、主演：田中圭）[15]
  - 死神さん2（2022年9月17日 - 10月22日、全6話、原作：『死神さん 嫌われる刑事』）[16]